# James A. Lake
Pour les articles homonymes, voir Lake.
James Albert Lake, né le 10 août 1941 à Kearney (Nebraska), est un biologiste de l'évolution américain.